# Miloš Kupec
Miloš Kupec (* 22. února 1955, Mladá Boleslav) je bývalý český hokejový útočník. Po skončení aktivní kariéry působil jako trenér.

## Hokejová kariéra
V československé lize hrál za TJ SONP Kladno a Duklu Jihlava. S Duklou Jihlava získal v letech 1974 a 1982–1985 5 mistrovských titulů. Reprezentoval Československo na mistrovství Evropy juniorů do 19 let v roce 1973, kde tým skončil na 3. místě, na mistrovství Evropy juniorů do 19 let v roce 1974, kde tým skončil na 5. místě a na Mistrovství světa juniorů v ledním hokeji 1975, kde tým skončil na 4. místě. V nižší soutěži hrál i za TJ Auto Škoda Mladá Boleslav. Dále hrál i ve Slovinsku za Olimpija Ljubljana a v Itálii za Zoldo USG.

## Klubové statistiky
| Sezona    | Klub                         | Soutěž          | Základní část | Základní část | Základní část | Základní část | Základní část |
| Sezona    | Klub                         | Soutěž          | Z             | G             | A             | B             | TM            |
| --------- | ---------------------------- | --------------- | ------------- | ------------- | ------------- | ------------- | ------------- |
| 1972/1973 | TJ SONP Kladno               | 1. liga         | 18            | 5             | 5             | 10            | 0             |
| 1973/1974 | Dukla Jihlava                | 1. liga         | -             | -             | -             | -             | -             |
| 1974/1975 | Dukla Jihlava                | 1. liga         | -             | 8             | -             | -             | -             |
| 1975/1976 | Dukla Jihlava                | 1. liga         | -             | -             | -             | -             | -             |
| 1976/1977 | Dukla Jihlava                | 1. liga         | -             | -             | -             | -             | -             |
| 1977/1978 | Dukla Jihlava                | 1. liga         | 29            | 7             | 1             | 8             | 6             |
| 1978/1979 | Dukla Jihlava                | 1. liga         | 43            | 11            | 17            | 28            | 18            |
| 1979/1980 | Dukla Jihlava                | 1. liga         | 44            | 11            | 7             | 18            | 6             |
| 1980/1981 | Dukla Jihlava                | 1. liga         | 44            | 8             | 17            | 25            | 8             |
| 1981/1982 | Dukla Jihlava                | 1. liga         | 44            | 12            | 19            | 31            | -             |
| 1982/1983 | Dukla Jihlava                | 1. liga         | 37            | 9             | 8             | 17            | 6             |
| 1983/1984 | Dukla Jihlava                | 1. liga         | 44            | 4             | 11            | 15            | 14            |
| 1984/1985 | Dukla Jihlava                | 1. liga         | 44            | 6             | 12            | 18            | 4             |
| 1985/1986 | TJ Auto Škoda Mladá Boleslav | 2. liga         |               | 4             | -             | -             | -             |
| 1989/1990 | Zoldo USG                    | 2. italská liga | 32            | 37            | 44            | 81            | 23            |

## Trenérská kariéra
Po skončení aktivní kariéry vedl jako hlavní trenér italské týmy Agordo a Feltre.